# Placówka Straży Celnej „Pomierki”

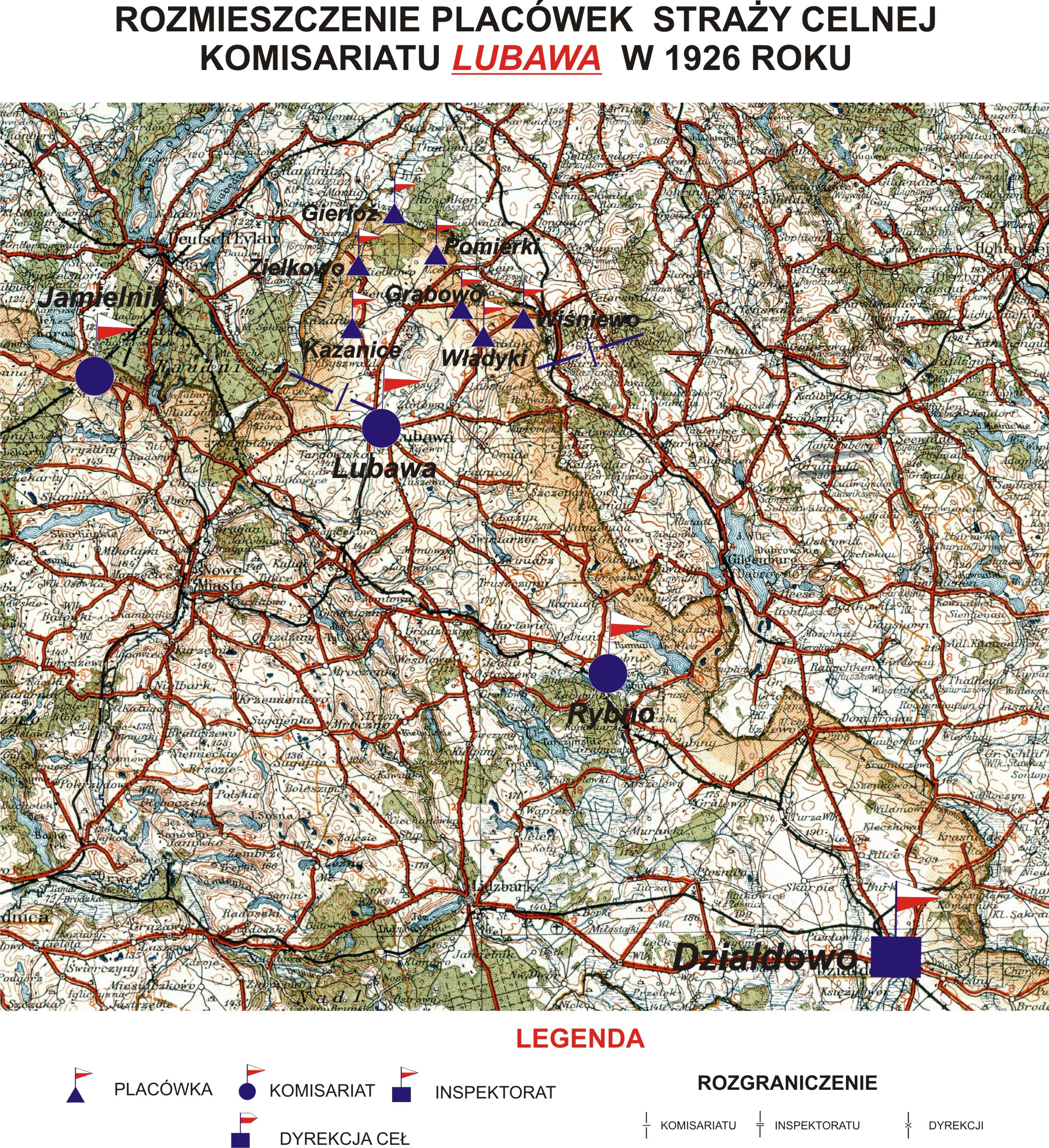
Rozmieszczenie placówek SC komisariatu "Lubawa" w 1926 roku

Placówka Straży Celnej „Pomierki” – jednostka organizacyjna Straży Celnej pełniąca w okresie międzywojennym służbę ochronną na granicy polsko-niemieckiej.

## Formowanie i zmiany organizacyjne
Na wniosek Ministerstwa Skarbu, uchwałą z 10 marca 1920 roku, powołano do życia Straż Celną. Jednostki Straży Celnej rozpoczęły przejmowanie odcinków granicy od pododdziałów Batalionów Celnych. W 1921 roku w Rozentalu stacjonował sztab 2 kompanii 13 batalionu celnego. Kompania wystawiała między innymi placówkę w Pomierkach. Proces tworzenia Straży Celnej trwał do końca 1922 roku. Placówka Straży Celnej „Pomierki” weszła w podporządkowanie komisariatu Straży Celnej „Lubawa” z Inspektoratu SC „Działdowo”.
W drugiej połowie 1927 roku przystąpiono do gruntownej reorganizacji Straży Celnej. W praktyce skutkowało to rozwiązaniem tej formacji granicznej. Ochronę północnej, zachodniej i południowej granicy państwa przejęła powołana z dniem 2 kwietnia 1928 roku Straż Graniczna.
Rozkazem nr 1 z 12 marca 1928 roku w sprawach organizacji Mazowieckiego Inspektoratu Okręgowego Naczelny Inspektor Straży Celnej gen. bryg. Stefan Pasławski określił strukturę organizacyjną komisariatu SG „Lubawa”. Placówka Straży Granicznej I linii „Pomierki” znalazła się w jego strukturze.

## Służba graniczna
Sąsiednie placówki
- placówka Straży Celnej „Grabowo” ⇔ placówka Straży Celnej „Gierłoż” – 1926[9]

## Funkcjonariusze placówki
Kierownicy placówki
| stopień          | imię i nazwisko, numer   | okres pełnienia służby | kolejne stanowisko          |
| ---------------- | ------------------------ | ---------------------- | --------------------------- |
| starszy strażnik | Andrzej Pacholski (2622) | był w 1926 – IX 1928   | d-ca placówki "Ciemnoszyje" |

Obsada personalna placówki w 1926:
- starszy strażnik Andrzej Pacholski (2622)
- strażnik Antoni Lisiecki (2473)
- strażnik Teodor Matysiak (2573)
- strażnik Stefan Karpiński (2960)
- strażnik Antoni Gnacy (2289)